# Guy Schwan
Guy (George) Herman Schwan-Swan (ur. 5 listopada 1886, zm. 21 września 1984) – brytyjski zapaśnik walczący w stylu wolnym. Olimpijczyk z Londynu 1908, gdzie zajął dziewiąte miejsce w wadze koguciej.

## Letnie Igrzyska Olimpijskie 1908
| Konkurencja      | Rundy eliminacyjne  | Klas. końcowa |
| Konkurencja      | 1/8                 | Miejsce       |
| ---------------- | ------------------- | ------------- |
| 54 kg styl wolny | Burt Sansom (GBR) P | 9.            |